# Epiphragma (Epiphragma) cynotis
Epiphragma (Epiphragma) cynotis is een tweevleugelige uit de familie steltmuggen (Limoniidae). De soort komt voor in het Neotropisch gebied.